# Рожков Єгор Олександрович
Єгор Олександрович Рожков (рос. Егор Александрович Рожков; 25 лютого 1986, м. Челябінськ, СРСР) — російський хокеїст, нападник. Виступає за «Супутник» (Нижній Тагіл) у Вищій хокейній лізі. 
Вихованець хокейної школи «Мечел» (Челябінськ). Виступав за «Мечел» (Челябінськ), «Супутник» (Нижній Тагіл).